# Zidovudine

Structuurformule van zidovudine

Zidovudine (ZDV), ook bekend als azidothymidine (AZT), is een antiviraal medicijn dat wordt gebruikt om Hiv/Aids te voorkomen en te behandelen. Het wordt over het algemeen aanbevolen voor gebruik in combinatie met andere antivirale middelen. Het kan worden gebruikt om de overdracht van moeder op kind te voorkomen tijdens de geboorte of andere  blootstelling. Het wordt zowel afzonderlijk als samen verkocht als lamivudine/zidovudine en abacavir/lamivudine/zidovudine. Het kan via de mond worden gebruikt of door langzame injectie in een ader.
Vaak voorkomende bijwerkingen zijn hoofdpijn, koorts en misselijkheid. Ernstige bijwerkingen zijn onder meer leverproblemen, spierbeschadiging en hoge lactaatwaarden in het bloed. Het wordt vaak gebruikt tijdens de zwangerschap en lijkt veilig te zijn voor de foetus. ZDV behoort tot de klasse van nucleoside-analoge reverse-transcriptaseremmers (NRTI). Het werkt door het enzym reverse-transcriptase te remmen dat Hiv gebruikt om DNA te maken en vermindert daardoor de replicatie van het virus.
Zidovudine werd voor het eerst beschreven in 1964. Het werd in 1987 in de Verenigde Staten goedgekeurd en was de eerste behandeling voor Hiv. Het staat op de WHO-modellijst van essentiële geneesmiddelen. De ATC-code is J05AF01. Het middel hoort bij de groep nucleosiden en nucleotiden. Het is verkrijgbaar als generiek medicijn.